# Benguela
Benguela – miasto w zachodniej Angoli, ośrodek administracyjny prowincji Benguela, port nad Oceanem Atlantyckim. Miasto zamieszkuje 151,2 tys. mieszkańców i jest czwartym co do wielkości miastem w kraju. 
Miasto założone zostało przez Portugalczyków w 1617 roku. Przez długi okres było centrum handlu niewolnikami. Benguela była również jednym z miast frontu południowego wojny domowej w Angoli odwiedzonym przez Ryszarda Kapuścińskiego i opisanym w jego książce pt. Jeszcze dzień życia.
W mieście rozwinął się przemysł cukrowniczy, rybny, cementowy oraz garncarski.

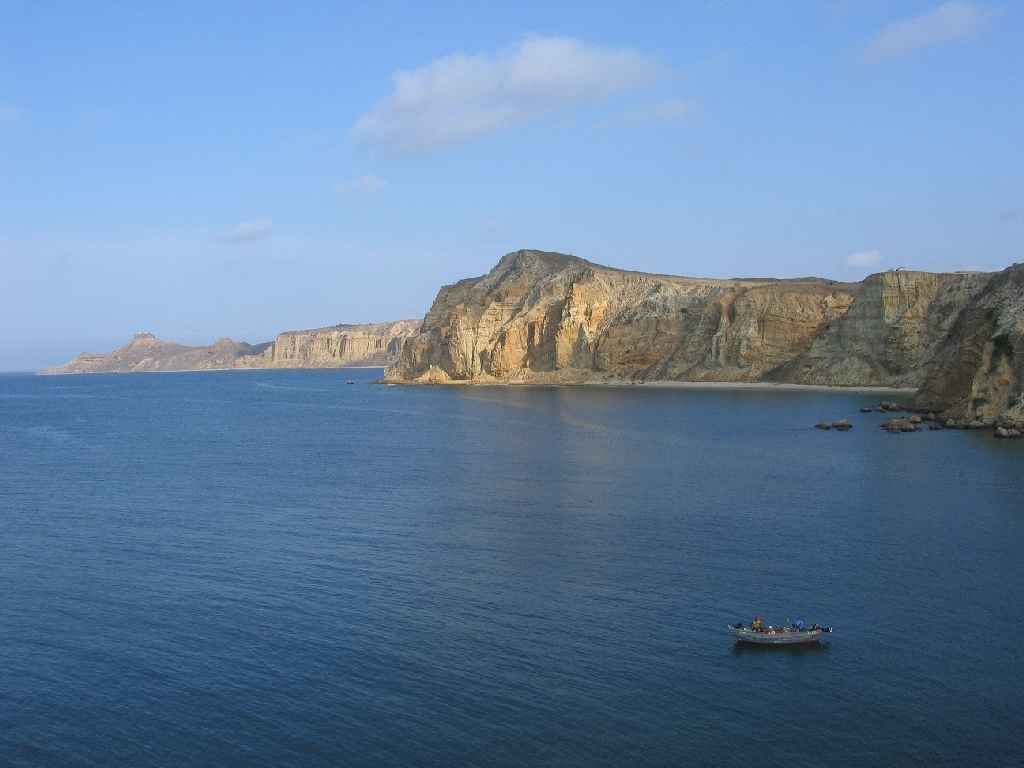
Wybrzeże w okolicach Bengueli
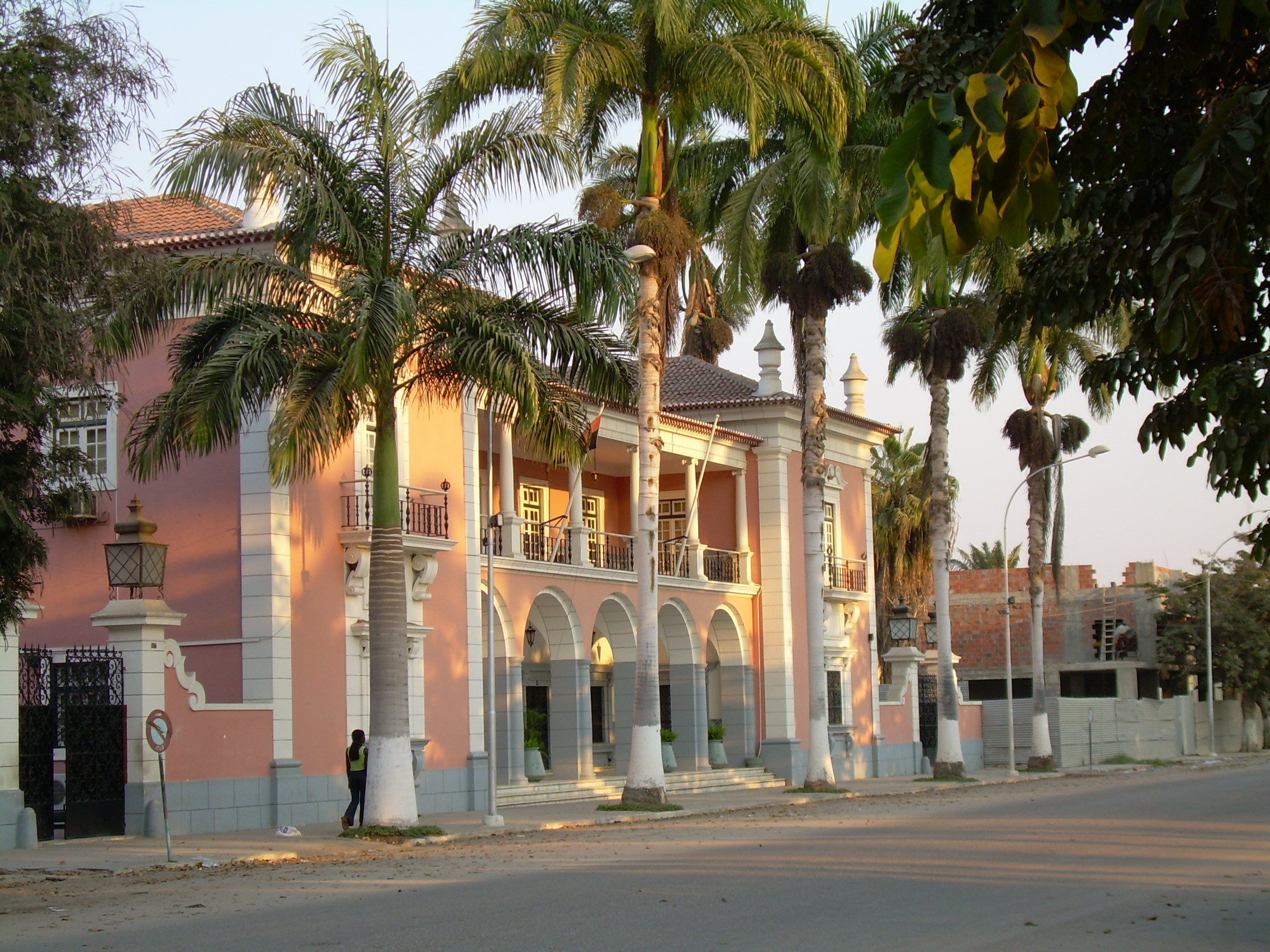
Siedziba Banku Centralnego Angoli w Bengueli
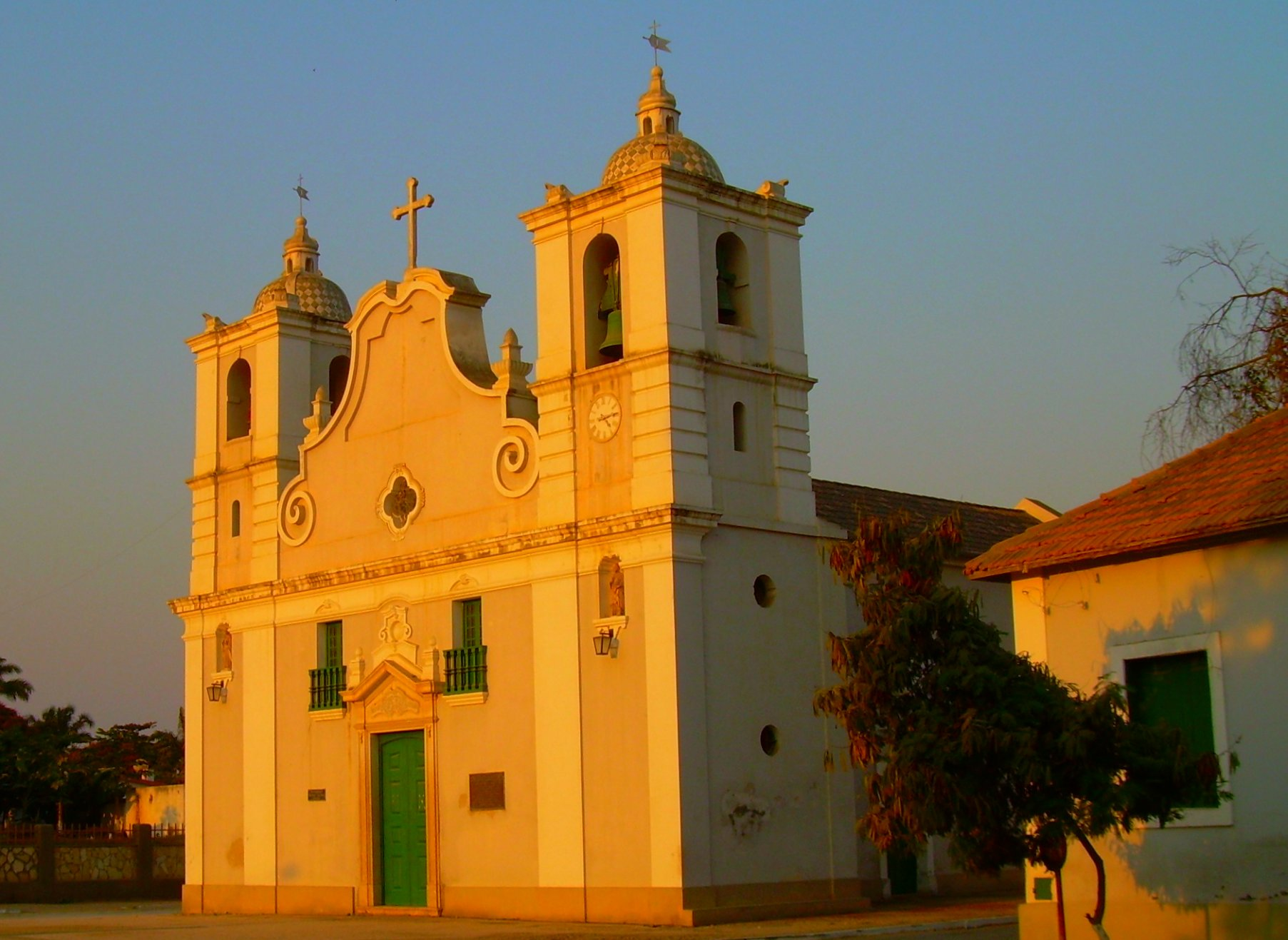
Kościół z czasów kolonialnych
Pierwszy herb miasta Benguela z końca XVII wieku